# Histórias sem Data

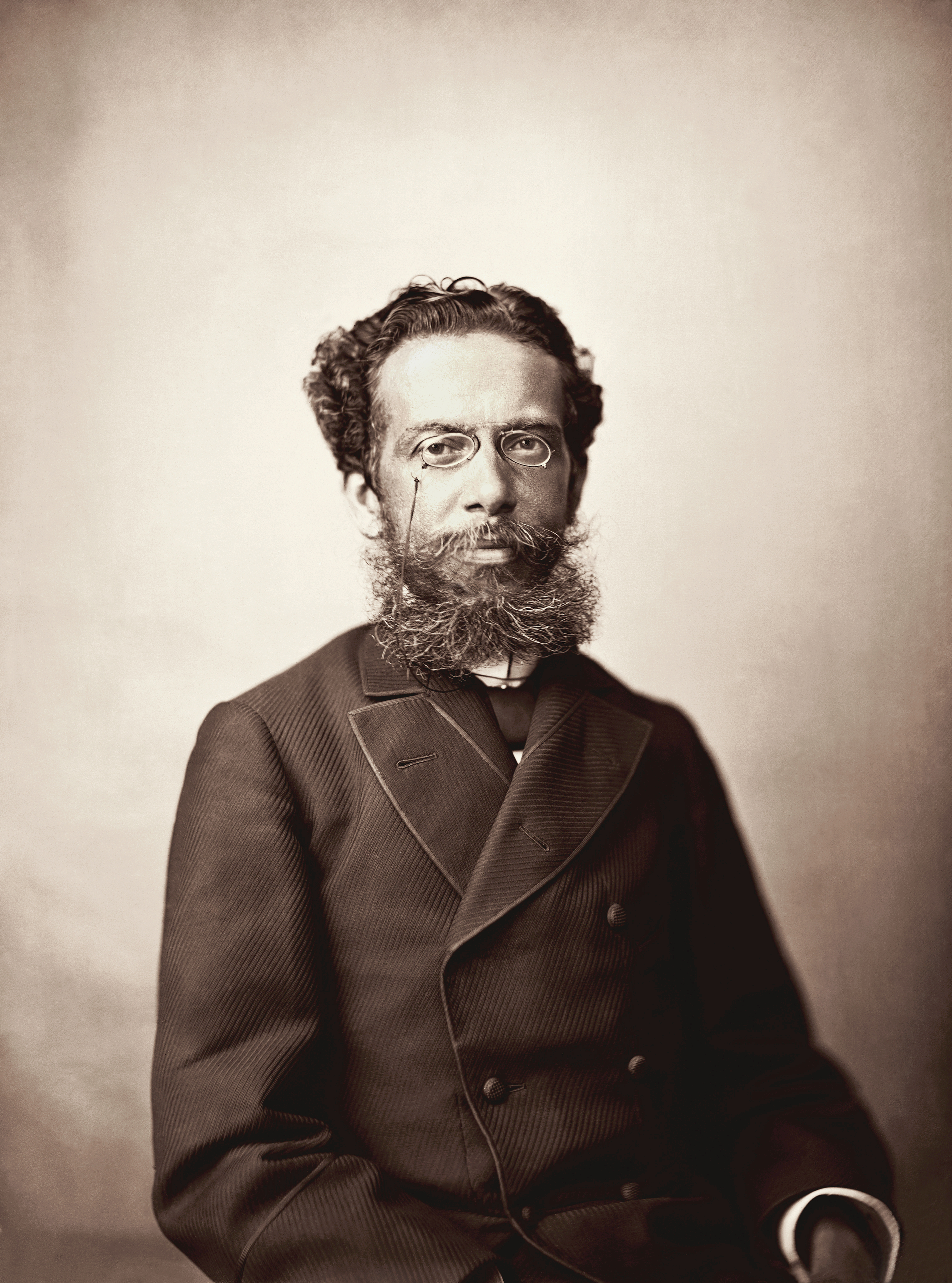
Machado de Assis

Histórias sem data é um livro de contos do escritor brasileiro Machado de Assis lançado em 1884 pela editora Garnier,”constituído de dezoito contos em que se encontram várias de suas obras-primas no gênero”. O título não significa que os contos não se situam num período de tempo específico (só dois não o fazem), e sim que são atemporais, descrevem situações que poderiam ter acontecido em qualquer época. Como explica o próprio autor na “Advertência da 1a edição”, os contos tratam “de cousas que não são especialmente do dia, ou de um certo dia”. “Machado, nessas Histórias sem Data, mostra de novo que é um autor que escreve sobre seu tempo e lugar, de olho no que está além deles.”
Este espírito atemporal é muito bem captado pela resenha do livro publicada na coluna “Notas à Margem”, assinada por V., na primeira página do Diário de Notícias de 2 de setembro de 1884:
“estas histórias não têm data, nem dela precisam, em verdade. 
Se as recuássemos cem anos, pareceriam modernas aos largos e poderosos espíritos que semearam no século XVIII todos os germes da psicologia, da filosofia e das ciências de hoje.
Cem anos passados sobre a data de seu aparecimento, serão lidas ainda com o interesse que despertam as coisas novas.
Modernas hoje, como ontem, como amanhã.”
Miguel de Novais, cunhado de Machado de Assis, então vivendo em Lisboa, a quem este enviara um exemplar do livro, escreveu em 5 de janeiro de 1885: “Já li duas vezes estas suas histórias sem data. O meu amigo adotou um gênero, de que eu aliás gosto, que pode agradar a muitos como agrada, mas que não fará de Machado d'Assis um escritor popular.”
A imprensa da época publicou várias notas e resenhas sobre o livro, sempre elogiando o “estilo correto e leve”, “estilo cuidadosamente lapidado”, “correção de frase e limpidez de estilo”, etc. de Machado, com a única exceção da resenha no folhetim “Sobre a Perna” de A Folha Nova de 15/9/1884, que se queixa do excesso de galicismos na obra.
Sobre este livro comenta Monteiro Lobato em carta de 3 de junho de 1915 a Godofredo Rangel: "Ontem li Histórias sem data, de Machado, e ainda estou sob a impressão. Não pode haver língua mais pura, água mais bem filtrada, nem melhor cristalino a defluir em fio da fonte. E ninguém maneja melhor tudo quanto é cambiante. A gama inteira dos semitons da alma humana. É grande, é imenso, o Machado. É o pico solitário das nossas letras. Os demais nem lhe dão pela cintura."

## Contos do livro
1) A Igreja do Diabo
Publicado originalmente na Gazeta de Notícias de 17 de fevereiro de 1883 e republicado na edição semanal de 20 de fevereiro. Conto fantástico. O diabo, desafiando a Deus, resolve fundar sua própria igreja onde o que era pecado vira virtude, e o que era virtude vira pecado. A humanidade adere com entusiasmo. Mas se nas religiões tradicionais as pessoas pecavam às escondidas, agora elas praticam o bem furtivamente, sintoma da eterna contradição humana. 
TRECHO: O meu credo será o núcleo universal dos espíritos, a minha igreja uma tenda de Abraão. E depois, enquanto as outras religiões se combatem e se dividem, a minha igreja será única; não acharei diante de mim, nem Maomé, nem Lutero. Há muitos modos de afirmar; há só um de negar tudo. 
2) O lapso
Publicado originalmente na Gazeta de Notícias de 17 de abril de 1883 e republicado na edição semanal de 24 de abril. Conto satírico sobre pessoas que prosperam à custa do endividamento. A história transcorre no final do século XVIII, quando o Brasil ainda era colônia. Tomé Gonçalves, homem abastado, deve a meio mundo: ao cabeleireiro, ao sapateiro, ao alfaiate, etc. O médico holandês Jeremias Halma, que se radicou no Rio de Janeiro, explica que o devedor é vítima de uma doença, o “lapso de memória”. Ele esqueceu o que significa “pagar”. Mas o médico promete curar o “doente”. 
TRECHO: […] um lapso da memória; o Tomé Gonçalves perdeu inteiramente a noção de pagar. Não é por descuido, nem de propósito que ele deixa de saldar as contas; é porque esta ideia de pagar, de entregar o preço de uma cousa, varreu-se lhe da cabeça.  

3) Último capítulo
Publicado originalmente na Gazeta de Notícias de 20 de junho de 1883. Perfil masculino. Conta a história, narrada em primeira pessoa, de um personagem trágico e caricatural ao mesmo tempo, o qual, perseguido a vida toda pelo azar (caiporismo no linguajar da época), decide se matar com um tiro de pistola. Sobre este mesmo tema Machado já escrevera em 1870 no Jornal das Famílias um conto não publicado em livro intitulado “O Rei dos Caiporas”, reunido postumamente nos Contos Avulsos coletados por Raimundo Magalhães Júnior.
TRECHO: Repito, sou um grande caipora, o mais caipora de todos os homens. 
4) Cantiga de esponsais
Publicado originalmente na revista A Estação de 15 de maio de 1883 e na revista O Álbum de outubro de 1883. Conto melancólico, protagonizado em 1813 (quando Machado nem tinha nascido), sobre o tema do artista frustrado, incapaz de pôr no papel as ideias criativas que pululam em sua mente. É a história de Romão Pires que, três dias depois de casado, iniciou um “canto esponsalício” (ou “cantiga de esponsais” como está no título), mas nunca conseguiu concluí-lo. No final ouve a canção que gostaria de ter composto cantarolada à janela por uma moça recém-casada. Este tema da incapacidade de exprimir um pensamento que está no cérebro é expresso à perfeição no soneto “O Martírio do Artista” do poeta Augusto dos Anjos.
TRECHO: a causa da melancolia de mestre Romão era não poder compor, não possuir o meio de traduzir o que sentia. 
5) Singular Ocorrência
Publicado originalmente na Gazeta de Notícias de 30 de maio de 1883. História forte, dramática, de dupla traição: O marido trai sua esposa e é traído pela amante. Mas se reconciliam. A história é narrada em forma de um diálogo. O marido da história é o Andrade, alagoano, 26 anos, misto de advogado e político, casado, mas mulherengo. A amante é a Marocas, profissão não explicitamente nomeada (“Não era costureira, nem proprietária, nem mestra de meninas; vá excluindo as profissões e lá chegará.”), com muitos namorados, alguns deles “capitalistas bem bons”. Segundo o prefácio de Antônio Houaiss e Francisco de Assis Barbosa das Histórias sem Data das Edições Críticas de Obras de Machado de Assis, “Machado retoma um tema romântico por excelência, o da prostituta regenerada [...]”, que já fora tema de José de Alencar em Lucíola.
TRECHO: Mas o acaso, que é um deus e um diabo ao mesmo tempo... 
6) Galeria póstuma
Publicado originalmente na Gazeta de Notícias de 2 de agosto de 1883. Joaquim Fidélis, apesar da “saúde de ferro”, morre inesperadamente, deixando um diário com descrições nem sempre lisonjeiras de seus amigos e do sobrinho Benjamim, que ele criou. “Outro morto-que-volta-da-tumba para perturbar os vivos. Todos lamentaram o falecimento de Joaquim Félix, mas a surpresa estava nos comentários que ele deixou sobre os seus melhores amigos.“
TRECHO: "Este meu sobrinho, dizia o manuscrito, tem vinte e quatro anos de idade, um projeto de reforma judiciária, muito cabelo, e ama-me. Eu não o amo menos. Discreto, leal e bom, — bom até à credulidade. Tão firme nas afeições como versátil nos pareceres. Superficial, amigo de novidades, amando no direito o vocabulário e as fórmulas."  
7) Capítulo dos Chapéus
Publicado originalmente na revista A Estação de 15 e 31 de agosto e 15 de setembro de 1883. Perfil feminino. Conto espirituoso sobre uma desavença conjugal por causa de um chapéu.
TRECHO: Musa, canta o despeito de Mariana, esposa do bacharel Conrado Seabra, naquela manhã de abril de 1879. Qual a causa de tamanho alvoroço? Um simples chapéu, leve, não deselegante, um chapéu baixo. 
8) Conto Alexandrino
Publicado originalmente na Gazeta de Notícias de 13 de maio de 1883. Este conto satírico transcorre na Antiguidade. Dois filósofos cipriotas (que mais parecem uns “cientistas malucos”) viajam de navio para Alexandria a fim de testarem a hipótese de que “o princípio das paixões e das virtudes humanas estava distribuído pelas várias espécies de animais”, sendo assim possível transmiti-las para os homens, por exemplo, “o sangue de rato, dado a beber a um homem, possa fazer do homem um ratoneiro”. A experiência com o sangue dos ratos, de uma crueldade extrema, de fato transforma os dois honestos em ladrões, levando-os à prisão. No final, eles próprios são vítimas de uma cruel experiência por parte de Herófilo, inventor da anatomia. 
O conto pode ser visto como uma crítica aos excessos da ciência. “Machado de Assis aborda como tema central do conto a criação exagerada de teorias no século XIX, pois é possível perceber no conto um questionamento bem pontual sobre a cientificidade desse mesmo século: se realmente tudo valia a pena em nome da ciência.”
TRECHO: Os infelizes berravam, choravam, suplicavam; mas Herófilo dizia-lhes pacificamente que a obrigação do filósofo era servir à filosofia, e que para os fins da ciência, eles valiam ainda mais que os ratos, pois era melhor concluir do homem para o homem, e não do rato para o homem. E continuou a rasgá-los fibra por fibra, durante oito dias. No terceiro dia arrancaram-lhes os olhos, para desmentir praticamente uma teoria sobre a conformação interior do órgão. Não falo da extração do estômago de ambos, por se tratar de problemas relativamente secundários, e em todo caso estudados e resolvidos em cinco ou seis indivíduos escalpelados antes deles.  
9) Primas de Sapucaia!
Publicado originalmente na Gazeta de Notícias de 24 de outubro de 1883 e republicado na edição semanal de 30 de outubro. Conto com pinceladas românticas. As primas que dão título ao conto (chamadas Claudina e Rosa) não têm vida própria, figurando apenas como símbolo de um estorvo, de alguém que atrapalha uma conquista amorosa. Na verdade, o conto gira em torno do que chamamos hoje de “mulher fatal”, que atrai os homens para destruí-los. 
Resumo do conto: O narrador (o conto é em primeira pessoa) depara, em frente à Igreja de São José, no Rio de Janeiro, com uma mulher por quem sentira forte atração dois meses atrás no Prado Fluminense, mas não pode ir atrás dela porque está acompanhando duas primas da cidade interiorana de Sapucaia que não sabem se locomover sozinhas no Rio de Janeiro. Depois de deixá-las em casa, ele volta a procurar aquela mulher, mas sem êxito. Cansado, entra num hotel para almoçar e lá se imagina fazendo dela sua amante. Imagina até seu nome: Adriana. Por algum tempo, procura sua musa pelos logradouros, mas sem êxito. No ano seguinte, surpreende-se quando, em viagem a Petrópolis com o amigo Oliveira, descobre que ele está tendo um caso com uma mulher também de nome Adriana e, por uma incomum coincidência, trata-se da mesma mulher por quem estava interessado. Mas o relacionamento do amigo com aquela “mulher fatal” acaba se revelando abusivo e destrutivo. 
TRECHO: Adriana é casada; o marido conta cinquenta e dois anos, ela trinta imperfeitos. Não amou nunca, não amou mesmo o marido, com quem casou por obedecer à família. Eu ensinei-lhe ao mesmo tempo o amor e a traição; é o que ela me diz nesta casinha que aluguei fora da cidade, de propósito para nós.  
10) Uma senhora
Publicado originalmente na Gazeta de Notícias de 27 de novembro de 1883 e republicado na edição semanal de 4 de dezembro. Perfil de uma mulher que (com a ajuda da natureza) se recusa a envelhecer. Ao primeiro fio de cabelo branco, ela se horroriza. Retarda o casamento da filha para não virar “avó”, e quando enfim vira, mais parece mãe do neto. Se Machado quis escrever histórias sem data, que não se restringiam à sua época, aqui acertou em cheio: a busca da eterna juventude não é incomum na sociedade contemporânea. 
TRECHO: Ela era, porém, daquela casta de mulheres que riem do sol e dos almanaques. Cor de leite, fresca, inalterável, deixava às outras o trabalho de envelhecer. Só queria o de existir. 
11) Anedota Pecuniária
Publicado originalmente na Gazeta de Notícias de 6 de outubro de 1883 e republicado na edição semanal de 9 de outubro. Perfil satírico-caricatural de um homem avarento, possuído pela “voracidade do lucro” ou, em outras palavras, “erotismo pecuniário”.
TRECHO: Entendamo-nos: ele faz arte pela arte, não ama o dinheiro pelo que ele pode dar, mas pelo que é em si mesmo! 
12) Fulano
Publicado originalmente na Gazeta de Notícias de 4 de janeiro de 1884. Vida de um homem, Fulano Beltrão, pacato e reservado que, depois que um amigo publica uma nota elogiosa sobre ele na imprensa, toma gosto por se exibir e se autopromover na mídia. “A imprensa é uma grande invenção, disse ele à mulher”. Em 'Fulano', Machado revela como a imprensa, uma das tecnologias emergentes, poderia transformar hábitos e reputações. Um sujeito tranquilo como Fulano Beltrão virou um homem público. A autopublicação de seus feitos – mesmo que prosaicos – provocavam comentários na praça. Antecipando quase um século, Machado já sabia que o meio era a mensagem.” Enquanto aguarda a abertura do testamento de Fulano, o narrador rememora a trajetória do personagem.
TRECHO: Venha o leitor comigo assistir à abertura do testamento do meu amigo Fulano Beltrão. 
13) A Segunda Vida
Publicado originalmente na Gazeta literária, v. 1, 1883-1884, pp. 146-9. Conto psiquiátrico-filosófico. Monsenhor Caldas recebe a visita de um louco (José Maria) que alega ter morrido décadas antes, mas sua alma foi agraciada com o privilégio de renascer e viver uma segunda vida. Porém, tendo ouvido tantas pessoas mais velhas exclamarem, ao verem um jovem: “Quem me dera aquela idade, sabendo o que sei hoje!”, pede para nascer com a experiência adquirida na primeira vida. O que parece ser uma coisa boa acaba se tornando uma maldição. “Para quem já desejou voltar a viver com a experiência passada, um conto desafiador.”
TRECHO: Como ia dizendo a Vossa Reverendíssima, morri no dia vinte de março de 1860, às cinco horas e quarenta e três minutos da manhã. Tinha então sessenta e oito anos de idade. Minha alma voou pelo espaço, até perder a terra de vista, deixando muito abaixo a lua, as estrelas e o sol; penetrou finalmente num espaço em que não havia mais nada, e era clareado tão-somente por uma luz difusa. Continuei a subir, e comecei a ver um pontinho mais luminoso ao longe, muito longe. O ponto cresceu, fez-se sol. 
14) Noite de Almirante
Publicado originalmente na Gazeta de Notícias de 10 de fevereiro de 1884. Um marinheiro (Deolindo Venta-Grande) volta de uma longa viagem de instrução e está ansioso por rever sua paixão, a caboclinha Genoveva de vinte anos, e passar com ela uma “noite de almirante” (no linguajar dos marinheiros), com quem trocou votos de fidelidade mútua. Surpreende-se ao descobrir  que ela o deixou por um tal José Diogo, mascate de fazendas. E ela admite essa sua “traição” na maior inocência e ingenuidade, como se não tivesse feito nada de errado: “O coração mudou.” 
TRECHO: Ah! Venta-Grande! Que noite de almirante vai você passar! ceia, viola e os braços de Genoveva. Colozinho de Genoveva...  
15) Manuscrito de um Sacristão
Publicado originalmente na Gazeta de Notícias de 17 de fevereiro de 1884. Ironia do destino: Um padre místico e sua prima sonhadora descobrem que são almas gêmeas, mas não têm a coragem de assumir seu amor.
TRECHO: Ela, é claro que tinha achado o marido que esperava, mas saiu-lhe tão impossível como a vida que sonhou. 
16) Ex Cathedra
Publicado originalmente na Gazeta de Notícias de 8 de abril de 1884. Conto romântico. Um intelectual chamado Fulgêncio, viciado em livros, que vive numa casa solitária na Tijuca, na época um arrabalde distante, desde que perdeu a mulher educa sua enteada Caetaninha, que vive uma vida isolada, sem ir aos teatros nem bailes. Um dia chega do norte um filho natural do falecido irmão do Fulgêncio, para o tio criar. Até aqui temos, segundo o autor, todos os elementos de uma história romanesca: 'um velho lunático, uma mocinha solitária e suspirosa, e vemos despontar inopinadamente um sobrinho.” De fato, o próprio tio do moço e padrinho da moça acha por bem casá-los futuramente, e para tal resolve instruí-los para dotar o amor de uma base científica, ministrando, ex cathedra (ou seja, “com a autoridade e o conhecimento de quem possui um título”), lições sobre “noções gerais do universo, uma definição da vida, demonstração da existência do homem e da mulher, organização das sociedades, definição e análise das paixões, definição e análise do amor, suas causas, necessidades e efeitos”. E como nas boas histórias do romantismo (embora “oficialmente” Machado já tenha transposto o limiar do “realismo”), os jovens acabam trocando um "trovão de beijos”,  ou dois, três, quatro.
TRECHO: Fusão, transfusão, difusão, confusão e profusão de seres e de coisas. 
17) A senhora do Galvão
Publicado originalmente na Gazeta de Notícias de 14 de maio de 1884. Perfil feminino. Maria Olímpia, a senhora do Galvão, recebe cartas anônimas insinuando que seu marido tem um caso com a “viúva do brigadeiro”, amiga da família. Durante todo o conto, paira a dúvida se a acusação é verídica ou falsa.
TRECHO: E por que é que a carta não seria uma calúnia? Naturalmente não era outra coisa: alguma invenção de inimigas, ou para afligi-la, ou para fazê-los brigar.  
18) As academias de Sião
Publicado originalmente na Gazeta de Notícias de 14 de maio de 1884. Conto fantástico. Enquanto o jovem rei de Sião (antigo nome da Tailândia), Kalaphangko, tem a alma feminina, sua concubina, a bela Kinnara, tem uma alma masculina. Um dia ela propõe que troquem de corpos: a alma dele passa para o corpo dela, e a alma dela passa para o corpo dele. Mas a troca tem um prazo determinado. O conto prenuncia as teses da ideologia de gênero.
TRECHO: Kinnara levantou-se agitada. Assim como o rei era o homem feminino, ela era a mulher máscula — um búfalo com penas de cisne.  